# Euryparyphes sitifensis
Euryparyphes sitifensis är en insektsart som först beskrevs av Brisout de Barneville 1854.  Euryparyphes sitifensis ingår i släktet Euryparyphes och familjen Pamphagidae. Inga underarter finns listade i Catalogue of Life.